# Eltmannshausen
Eltmannshausen ist ein Stadtteil von Eschwege im nordhessischen Werra-Meißner-Kreis.

## Geographie
Das Dorf Eltmannshausen liegt am Westrand des Eschweger Becken am Zufluss des Schweinsbaches in die Wehre, ca. 5 km westlich der Stadtverwaltung von Eschwege.
Die Ortslage erstreckt sich entlang des Schweinsbaches in V-Form von Nordwest nach Südost. Das Gebiet des Stadtteils besteht aus der Gemarkung Eltmannshausen etwa mittig im Westen des Stadtgebiets mit einer Fläche von 419 Hektar, davon sind 67 Hektar Wald. In der Gemarkung liegen die folgenden aktuellen bzw. historischen Siedlungsplätze:
- Wüstung Hetterode,[4] Westlich des Ortes bestand bis zum Dreißigjährigen Krieg die Siedlung Hetterode. Sie fiel wüst.
- Siedlung „Soodener Straße“[5]

Die Ortslage befindet sich auf 168 bis 210 m ü. NHN und der höchste Punkt der Gemarkung liegt bei etwa 287 Meter im äußersten Südwesten der Gemarkung. An den Stadtteil Eltmannshausen grenzen, von Norden beginnend, im Uhrzeigersinn, der Ortsteil Wedenhausen der Gemeinde Meißner, im Osten an die Stadtteile Eschwege-Niederhone und Oberhone, im Süden an Eschwege-Niddawitzhausen und den Ortsteil Vierbach der Gemeinde Wehretal und im Westen an den Meißner Ortsteil Alberode.
Durch den Ort verläuft die Kreisstraße 45, die von der im Osten des Ortes vorbeiführende Bundesstraße 27 abzweigt. Ebenfalls im Osten des Ortes vorbei ührt die 1876 erbaute Bahnstrecke Bebra–Göttingen mit 2009 für den Personenverkehr stillgelegten Bahnhof Eschwege West.

## Geschichte

### Ortsgeschichte
Der Ortsname leitet sich vermutlich von dem Personennamen Eltwin ab. Die älteste bekannte urkundliche Erwähnung mit dem Namen Eltwinshusen datiert auf das Jahr 1073. Archäologische Funde aus der Zeit der Bandkeramik belegen aber eine Besiedlung zu einem viel früheren Zeitpunkt.
Der größte Teil des Dorfes befand sich zunächst im Besitz der Grafen von Bilstein und gelangt im Jahr 1301 an die Landgrafschaft Hessen. 1360 und 1389 war das Dorf an die von Boyneburg verpfändet, die ihn 1454 ihrerseits das Dorf als Pfand an eine Eschweger Bürgerin gaben. Für 1498 ist belegt, dass sich das Dorf vollständig unter landgräflicher Herrschaft befand.
Bezüglich der Grundherrschaft und Grundbesitz sind die folgenden Ereignisse belegt:
- 1073 tauschte Abt Hartwig von Hersfeld von dem Freien Sigebodo das Gut Vierbach gegen Überlassung der lebenslänglichen Nutznießung der Orte Niddawitzhausen und Eltmannshausen ein. Die Hersfelder Propstei St. Petersberg bliebt im Besitz von Rechten im Gericht Bilstein und belehnt im Dorf Eltmannshausen im Jahr 1523 die von Baumbach mit einer Wiese genannt der Hudehof. Sie gelangt 1653 an Bauern des Dorfes, doch besteht das Lehnsverhältnis zwischen dem Kloster und denen von Baumbach bis ins 18. Jahrhundert weiter.
- 1359 erwerben der Ritter Heinrich von Hohenstein und seine Söhne Heimbracht und Hermann vom Kloster St. Petersberg u. a. 24 1⁄2 Äcker bei dem Dorf Eltmannshausen auf Lebenszeit.
- 1748 hatten die Diede zum Fürstenstein und die Baumbach zu Ropperhausen und Lenterscheid herrschaftliche Güter in Eltmannshausen.

Der Anschluss an die Eisenbahn, mit er Eröffnung des Bahnhofs Eschwege West, im Jahr 1876 veränderte die Entwicklung des Dorfes erheblich. Die Einwohnerzahl stieg auf 713 im Jahr 1895, vor allem durch den Zuzug von etwa 40 Eisenbahnerfamilien. Das Dorf dehnte sich von nun an in Nord-Süd-Richtung entlang der heutigen Bundesstraße 27 aus. In den ersten Jahrzehnten des 20. Jahrhunderts wurden die Dorfstraßen schrittweise verbessert und zum Teil auch schon kanalisiert.
1939 hatte der Ort 706 Einwohner. Schon damals gehörte Eltmannshausen zum Amtsgericht und Finanzamt Eschwege.
Zum 1. April 1972 wurde im Zuge der Gebietsreform in Hessen der bis dahin selbständige Gemeinde auf freiwilliger Basis als Stadtteil in die Kreisstadt Eschwege eingemeindet. Für Eltmannshausen wurde, wie für die anderen eingemeindeten ehemals eigenständigen Gemeinden von Eschwege, ein Ortsbezirk eingerichtet.

### Gerichte
Die Gerichtsbarkeit über Eltmannshausen wurde im Mittelalter durch das Gericht Bilstein auf der Burg Bilstein bei Eschwege ausgeübt. Sie kamen 1301 durch Kauf zur Landgrafschaft Hessen und wurden als landesherrliches Gericht weiter geführt (Amt Eschwege, Gericht Bilstein.) Von 1627 bis 1632 gehörte es zur landgräflichen Nebenlinie von Hessen-Rotenburg.
Die weitere Zuständigkeit entwickelte sich wie folgt:
- 1801–1813: Friedensgericht Aue im Königreich Westphalen
- 1814–1821: Amt Eschwege Gericht Bilstein
- 1822: Fürstlich Rotenburgisches Justizamt Bilstein (Sitz in Abterode) erste Instanz, zweite Instanz Justizkanzlei Rotenburg
- 1834: Justizamt Eschwege II (Abtrennung der Justiz) erste Instanz, zweite Instanz Obergericht für die Provinz Niederhessen
- 1837: Justizamt Eschwege erste Instanz, zweite Instanz Obergericht für die Provinz Niederhessen
- 1867: Amtsgericht Eschwege (nach der Annexion durch Preußen), zweite Instanz Kreisgericht Kassel
- 1879: Amtsgericht Eschwege erste Instanz (durch das Reichsjustizgesetze), zweite Instanz Landgericht Kassel

### Verwaltungsgeschichte im Überblick
Die folgende Liste zeigt die Staaten und Verwaltungseinheiten, denen Eltmannshausen angehört(e):
- 1073: Gau Germarmark in der Grafschaft des Grafen Rugger (in pago Germarsmarca et in comitatu Růggeri comitis)
- 15. Jahrhundert: Heiliges Römisches Reich, Landgrafschaft Hessen, Amt/Gericht Bilstein
- ab 1585: Heiliges Römisches Reich, Landgrafschaft Hessen-Kassel, Amt Eschwege, Gerichtsstuhl Abterode
  - 1627–1834: Landgrafschaft Hessen-Rotenburg (sogenannte Rotenburger Quart), teilsouveränes Fürstentum unter reichsrechtlicher Oberhoheit der Landgrafschaft Hessen-Kassel bzw. des Kurfürstentums Hessen
- 1787: Heiliges Römisches Reich, Landgrafschaft Hessen-Kassel, Amt Eschwege, Gericht Bilstein
- 1803–1806: Heiliges Römisches Reich, Kurfürstentum Hessen, Amt Eschwege, Gericht Bilstein
- 1807–1813: Königreich Westphalen, Departement der Werra, Distrikt Eschwege, Kanton Aue
- 1814–1821: Kurfürstentum Hessen, Amt Eschwege, Gericht Bilstein
- ab 1821/22: Kurfürstentum Hessen, Provinz Niederhessen, Kreis Eschwege[9][Anm. 2]
- ab 1848: Kurfürstentum Hessen, Bezirk Eschwege
- ab 1851: Kurfürstentum Hessen, Provinz Niederhessen, Kreis Eschwege
- ab 1867: Königreich Preußen,[Anm. 3] Provinz Hessen-Nassau, Regierungsbezirk Kassel, Landkreis Eschwege
- ab 1871: Deutsches Reich, Königreich Preußen, Provinz Hessen-Nassau, Regierungsbezirk Kassel, Kreis Eschwege
- ab 1918: Deutsches Reich, Freistaat Preußen,[Anm. 4] Provinz Hessen-Nassau, Regierungsbezirk Kassel, Kreis Eschwege
- ab 1944: Deutsches Reich, Freistaat Preußen, Provinz Kurhessen, Landkreis Eschwege
- ab 1945: Deutsches Reich, Amerikanische Besatzungszone,[Anm. 5] Groß-Hessen, Regierungsbezirk Kassel, Landkreis Eschwege
- ab 1946: Deutsches Reich, Amerikanische Besatzungszone, Land Hessen, Regierungsbezirk Kassel, Landkreis Eschwege
- ab 1949: Bundesrepublik Deutschland, Land Hessen, Regierungsbezirk Kassel, Landkreis Eschwege
- ab 1972: Bundesrepublik Deutschland, Land Hessen, Regierungsbezirk Kassel, Landkreis Eschwege, Stadt Eschwege
- ab 1974: Bundesrepublik Deutschland, Land Hessen, Regierungsbezirk Kassel, Werra-Meißner-Kreis, Stadt Eschwege

## Bevölkerung

### Einwohnerstruktur 2011
Nach den Erhebungen des Zensus 2011 lebten am Stichtag dem 9. Mai 2011 in Eltmannshausen 594 Einwohner. Darunter waren 9 (1,5 %) Ausländer. Nach dem Lebensalter waren 78 Einwohner unter 18 Jahren, 525 waren zwischen 18 und 49, 153 zwischen 50 und 64 und 135 Einwohner waren älter. Die Einwohner lebten in 279 Haushalten. Davon waren 78 Singlehaushalte, 90 Paare ohne Kinder und 72 Paare mit Kindern, sowie 27 Alleinerziehende und 9 Wohngemeinschaften. In 63 Haushalten lebten ausschließlich Senioren und in 180 Haushaltungen lebten keine Senioren.

### Einwohnerentwicklung
| Quelle: Historisches Ortslexikon | |
| • 1498:                          | 24 Wohnstätten und 26 Hufen |
| • 1585:                          | 52 Haushaltungen |
| • 1747/48:                       | 67 Haushaltungen. Gewerbetreibende: 36 Leinenweber, 3 Branntweinbrenner, 3 Schmiede, 3 Tagelöhner, 2 Müller, 2 Schreiner, 2 Maurer, einen Wagner, einen Schneider, einen Metzger, einen Zimmermann und eine Wirtin. |
| • 1748:                          | 69 Häuser mit 317 Einwohnern |

| Eltmannshausen: Einwohnerzahlen von 1834 bis 2024 | Eltmannshausen: Einwohnerzahlen von 1834 bis 2024 | Eltmannshausen: Einwohnerzahlen von 1834 bis 2024 | Eltmannshausen: Einwohnerzahlen von 1834 bis 2024 | Eltmannshausen: Einwohnerzahlen von 1834 bis 2024 |
| --- | ------------------------------------------------- | ------------------------------------------------- | ------------------------------------------------- | ------------------------------------------------- |
| Jahr |                                                   |                                                   |                                                   | Einwohner                                         |
| 1834 | 1834                                              |                                                   | 488                                               | 488                                               |
| 1840 | 1840                                              |                                                   | 514                                               | 514                                               |
| 1846 | 1846                                              |                                                   | 563                                               | 563                                               |
| 1852 | 1852                                              |                                                   | 570                                               | 570                                               |
| 1858 | 1858                                              |                                                   | 522                                               | 522                                               |
| 1864 | 1864                                              |                                                   | 557                                               | 557                                               |
| 1871 | 1871                                              |                                                   | 551                                               | 551                                               |
| 1875 | 1875                                              |                                                   | 638                                               | 638                                               |
| 1885 | 1885                                              |                                                   | 792                                               | 792                                               |
| 1895 | 1895                                              |                                                   | 713                                               | 713                                               |
| 1905 | 1905                                              |                                                   | 723                                               | 723                                               |
| 1910 | 1910                                              |                                                   | 738                                               | 738                                               |
| 1925 | 1925                                              |                                                   | 826                                               | 826                                               |
| 1939 | 1939                                              |                                                   | 706                                               | 706                                               |
| 1946 | 1946                                              |                                                   | 987                                               | 987                                               |
| 1950 | 1950                                              |                                                   | 1.010                                             | 1.010                                             |
| 1956 | 1956                                              |                                                   | 967                                               | 967                                               |
| 1961 | 1961                                              |                                                   | 895                                               | 895                                               |
| 1967 | 1967                                              |                                                   | 872                                               | 872                                               |
| 1970 | 1970                                              |                                                   | 906                                               | 906                                               |
| 1972 | 1972                                              |                                                   | 884                                               | 884                                               |
| 1980 | 1980                                              |                                                   | ?                                                 | ?                                                 |
| 1990 | 1990                                              |                                                   | ?                                                 | ?                                                 |
| 2000 | 2000                                              |                                                   | ?                                                 | ?                                                 |
| 2011 | 2011                                              |                                                   | 594                                               | 594                                               |
| 2024 | 2024                                              |                                                   | 544                                               | 544                                               |
| Datenquelle: Historisches Gemeindeverzeichnis für Hessen: Die Bevölkerung der Gemeinden 1834 bis 1967. Wiesbaden: Hessisches Statistisches Landesamt, 1968. Weitere Quellen: LAGIS:; Stadt Eschwege; Zensus 2011 |                                                   |                                                   |                                                   |                                                   |

### Historische Religionszugehörigkeit
| Quelle: Historisches Ortslexikon |                                                                     |
| • 1865:                          | 742 evangelische (= 93,69 %), 50 katholische (= 6,31 %) Einwohner   |
| • 1961:                          | 759 evangelische (= 84,80 %), 127 katholische (= 14,19 %) Einwohner |

## Religion
Kirchengebäude
- Spätgotische Saalkirche auf dem Kirchberg auf einer freien Anhöhe außerhalb des Dorfes aus dem frühen 16. Jahrhundert. Im Jahr 1519 an der Stelle einer Vorgängerkirche erbaut.
- Veränderungen: 1697 durch Abbruch des Chores erweitert, 1781 umgebaut, 1974 renoviert. Durch Spendengelder des Frauenkreises der ev. Kirchengemeinde Eltmannshausen konnte 1993 an der Ostseite der Kirche ein neues Fenster eingebaut werden, das von dem Marburger Glaskünstler Erhardt Jakobus Klonk gestaltet wurde.[2]

Bekenntniswechsel
Einführung der Reformation in der Landgrafschaft Hessen ab 1526.
Pfarrzugehörigkeit
Für die Jahre 1585, 1748, 1872 und 1994 ist belegt, dass Eltmannshausen eine Filialkirche von Niddawitzhausen ist. 1748 haben die Landgrafen zu Rotenburg und Eschwege das Kirchenpatronat inne, die sonstige Kirchenhoheit aber die Landgrafen von Hessen.

## Politik
Für Eltmannshausen besteht ein Ortsbezirk (Gebiete der ehemaligen Gemeinde Eltmannshausen) mit Ortsbeirat und Ortsvorsteher nach der Hessischen Gemeindeordnung.
Der Ortsbeirat besteht aus sieben Mitgliedern. Bei den Kommunalwahlen in Hessen 2021 betrug die Wahlbeteiligung zum Ortsbeirat 53,17 %. Alle Kandidaten gehörten der Liste „Bürger für Eltmannshausen“ an. Der Ortsbeirat wählte Thomas Rehbein zum Ortsvorsteher.

## Kultur und Sehenswürdigkeiten

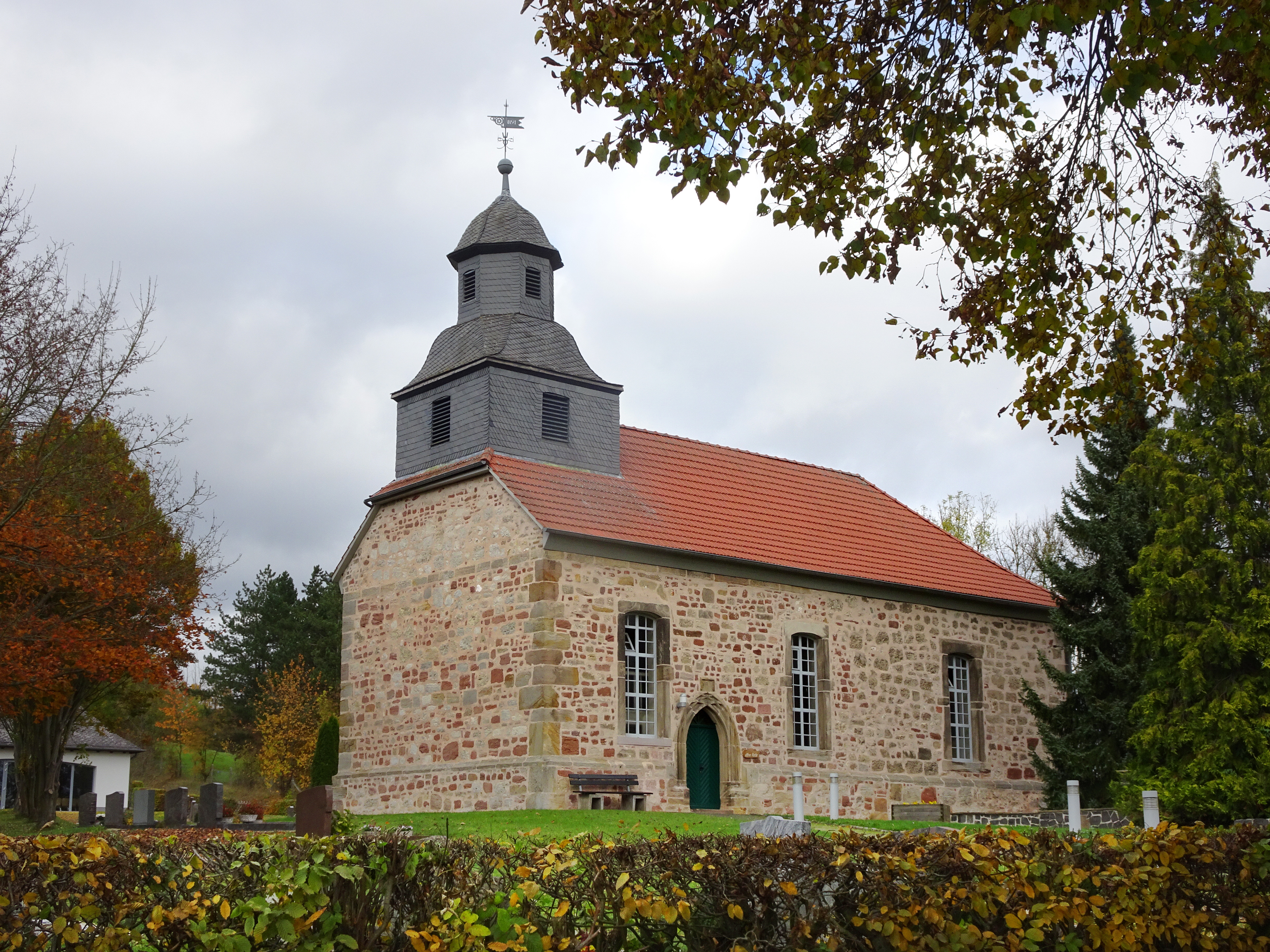
Die evangelische Kirche

Die evangelische Kirche von Eltmannshausen ist ein spätgotischer Bau aus dem Jahr 1519. 1697 wurde das Kirchenschiff durch Abbruch des Chores vergrößert. 1781 wurde sie zu einer schlichten Saalkirche mit Giebeldachreiter und dreiseitigen Emporen umgebaut. In der Kirche ist eine 1890 von Orgelbauer Heinrich Möller (Rotenburg) in barocker Form erbaute dreiflügelige Orgel. Die Kirche steht auf einem Bergrücken oberhalb des Dorfes und ist vom Friedhof umgeben, auf dem ein Gedenkplatz für die Toten der zwei Weltkriege errichtet wurde. Vor dem Friedhof wurde ein Festplatz mit einer Lindenbepflanzung angelegt. Die Kirche ist ein Kulturdenkmal aufgrund ihrer geschichtlichen Bedeutung.
Für die anderen unter Denkmalschutz stehenden Kulturdenkmäler des Ortes siehe die Liste der Kulturdenkmäler in Eltmannshausen.